# Fehér Nóra
Fehér Nóra (Zenta, 1989. január 30. –) magyar énekesnő, színésznő. A Kormorán együttes tagja.

## Életpályája
1989-ben született a vajdasági Zentán. Gyermekkorát Moholon töltötte. 6 éves kora óta foglalkozik énekléssel, a helyi Csobolyó Művelődési Egyesületben is énekelt. Általános iskolai tanulmányai alatt hegedülni, a gimnáziumban énekelni és zongorázni tanult. A Szegedi Tudományegyetem néprajz-ének szakán diplomázott, majd az ELTE-n tanult. 2010 óta a Kormorán együttes frontembere. 2016-2022 között a Győri Nemzeti Színházban szerepelt. A Komáromi Magyar Lovas Színház társulatának is tagja.

## Fontosabb színházi szerepei
- Jávori Ferenc Fegya - Miklós Tibor - Kállai István - Böhm György: Menyasszonytánc - Janka
- Sylvester Lévay - Michael Kunze: Elisabeth- Elisabeth[7]
- Huszka Jenő- Bakonyi Károly- Martos Ferenc: Bob herceg - Viktória hercegnő
- Szörényi Levente - Bródy János: István, a király - Réka / Boglárka